# Rapovce
Rapovce, do roku 1927 též Rapovec (maďarsky Rapp), je obec v okrese Lučenec na Slovensku. Leží na rozhraní Lučenské kotliny a Cerové vrchoviny na nivě a terase řeky Ipeľ. Je zde termální koupaliště.

## Historie
V katastru obce se našly archeologické nálezy z doby bronzové, nížinné sídliště a archeologické artefakty ze středověku. První písemná zmínka o obci (tehdy s názvem Rop) je z roku 1299. Na konci 16. století Turci obec vypálili a obnovena byla až v 17. století. Do roku 1918 byla obec součástí Uherska. V letech 1938 až 1944 byla kvůli první vídeňské arbitráži součástí Maďarska. Obec byla v minulosti i přes vybudování ochranného valu kolem řeky Ipeľ několikrát zaplavena.

## Pamětihodnosti
- Římskokatolický kostel sv. Martina postavený v roce 1764 v barokním slohu[4]
- Kurie z roku 1768, dnes fara